# Médiane (revue)
Pour les articles homonymes, voir Médiane.
Né à l’automne 2006, Médiane est le tout premier magazine de philosophie produit au Québec.

## Mission
Comme son nom l’indique, Médiane espère rattacher par une ligne centrale les acteurs et les amis de la philosophie au Québec, quelle que soit leur origine institutionnelle ou leur situation géographique (professeurs à l’université et au collégial, chercheurs et étudiants universitaires, étudiants du collégial qui se seraient distingués dans différents concours, passionnés de philosophie). Accessible, soucieuse d’éviter le ton « ultra-savant » ou « ultra-spécialisé », Médiane cherche en outre à illustrer la richesse et la diversité des pratiques et intérêts philosophiques, à valoriser la philosophie au quotidien tout en favorisant un véritable dialogue dans la francophonie. 

## Contenu
Publiée deux fois l’an, Médiane se divise en plusieurs sections :
1. Dossier thématique
2. Enjeux actuels : Réflexion sur les grandes interrogations posées par l’actualité et le monde d’aujourd’hui.
3. Enseignement : Articles consacrés à l’éducation et à la didactique de la discipline à tous les niveaux d’enseignement.
4. Recherche : Textes sur des sujets philosophiques variés ou répondant à une thématique déterminée.
5. Point de jonction (arts visuels, bande dessinée, jeux vidéo, littérature, musique, poésie, théâtre): Parce que la philosophie s’intéresse aussi, depuis ses origines, aux arts et à la littérature, et parce qu’elle « ne réside pas toujours là où on l’attend d’ordinaire » (Michel Serres)...
6. Le coin du sceptique : Encore et toujours, la pensée rationnelle s'escrime avec les idées reçues, les fausses croyances, les superstitions et les apparences trompeuses.
7. Le monde merveilleux de la philosophie : Nous parcourons le monde philosophique pour vous livrer les plus récentes nouvelles, sérieuses… ou insolites!
8. Notice philosophique : En lien avec la thématique principale du numéro, nous vous faisons (re)découvrir la conception d’un classique de la philosophie.
9. Comptes rendus et recensions: Pour se tenir informés des plus récentes parutions en philosophie.
10. Revue des revues : Tour d’horizon des revues nationales et internationales où il est question de philosophie.
11. Philo sur le Web : Médiane se laisse prendre avec plaisir dans la toile pour vous faire découvrir quelques sites dignes d’intérêt!
12. Le philosophe dans la cité : Intra- ou extra-muros, un compte rendu des activités philosophiques partout au Québec.
13. Hôte: Des personnalités issues de différents milieux posent un regard passionné et critique sur la philosophie.
14. Coup de gueule : Quand la passion procure un peu de tonus à la raison!
15. Sur une île déserte : Quel livre apporter sur une île déserte? Question classique… mais qui réveillera le Robinson en vous!
16. Le coffre au trésor : Un fait cocasse ou méconnu de l’histoire des idées.
17. Philosophes en herbe : Étudiants des niveaux collégial et universitaire nous prouvent que la profondeur de la réflexion n’attend pas toujours le nombre des années!
18. Inédit : Preuve que la barrière des langues n’a jamais rebuté la curiosité philosophique!
19. Divertissement (Friandise intellectuelle, Mots croisés, Quiz, Jeux logiques…): « L’homme n’est pleinement homme que là où il joue » C’est sous le patronage de Schiller que s’inscrit cette section, où esprit de sérieux et esprit ludique se répondent. Faites aller votre minerve!

## Sources de financement
Organisme sans but lucratif, financièrement indépendante, Médiane bénéficie de l’appui de partenaires financiers et publicitaires : institutions d’enseignement, maisons d’édition, librairies, particuliers.

## Équipe
Le comité d’honneur de la revue est composé de Messieurs Pierre Bertrand, Marc Chabot, Thomas De Koninck et Georges Leroux, tous professeurs de philosophie québécois et auteurs de nombreux ouvrages prestigieux.

## Numéros
1-La fin de l’éducation? (automne 2006)
2-Penser les médias aujourd’hui (printemps 2007)
3-Le corps dans tous ses états (automne 2007)
4-La culture est-elle en crise? (printemps 2008)
5-Peut-on se passer de religion? (automne 2008)
6-Vit-on la mort de la démocratie? (printemps 2009)